# Pelophryne
Pelophryne – rodzaj płazów bezogonowych z rodziny ropuchowatych (Bufonidae).

## Zasięg występowania
Rodzaj obejmuje gatunki występujące na Filipinach, Borneo, w Malezji i sąsiednim Singapurze; również na wyspie Hajnan należącej do Chin.

## Systematyka

### Etymologia
Pelophryne: gr. πηλος pēlos „glina, błoto”; φρυνη phrunē, φρυνης phrunēs „ropucha”.

### Podział systematyczny
Do rodzaju należą następujące gatunki:
- Pelophryne albotaeniata Barbour, 1938
- Pelophryne api Dring, 1983
- Pelophryne brevipes (Peters, 1867)
- Pelophryne guentheri (Boulenger, 1882)
- Pelophryne ingeri Matsui, 2019
- Pelophryne lighti (Taylor, 1920)
- Pelophryne linanitensis Das, 2008
- Pelophryne misera (Mocquard, 1890)
- Pelophryne murudensis Das, 2008
- Pelophryne penrissenensis Matsui, Nishikawa, Eto & Hossman, 2017
- Pelophryne rhopophilia Inger & Stuebing, 1996
- Pelophryne saravacensis Inger & Stuebing, 2009
- Pelophryne signata (Boulenger, 1895)

Kladogram za Van Bocxlaer et al
|  | Pelophryne misera                                                     |
|  |                                                                       |
|  | \| \| Pelophryne signata \| \| \| \| \| \| Pelophryne sp. \| \| \| \| |
|  |                                                                       |
|  | Pelophryne signata                                                    |
|  |                                                                       |
|  | Pelophryne sp.                                                        |
|  |                                                                       |

|  | Pelophryne signata |
|  |                    |
|  | Pelophryne sp.     |
|  |                    |

## Status
Gatunki z tego rodzaju są zagrożone wyginięciem, wrażliwe, ale też najmniejszej troski. Niektóre nie zostały ocenione z powodu braku danych.